# The Glove
The Glove war eine New-Wave/Synthiepop-Band des Siouxsie-and-the-Banshees-Bassisten Steven Severin und des The-Cure-Frontmanns Robert Smith. Sie veröffentlichten ein einziges Album, Blue Sunshine (1983), aus dem die Singles Punish Me with Kisses und Like an Animal ausgekoppelt wurden.
Da Smith vertraglich daran gehindert war, bei einer anderen Band als Sänger aufzutreten, übernahm Jeanette Landray den Gesangspart. Robert Smith übernahm das Mikrofon jedoch bei zwei Stücken, Mr. Alphabet Says und Perfect Murder. Die enge Zusammenarbeit zwischen Severin und Smith kam zustande, da The Cure bei Siouxsie & the Banshees als Vorband auftraten und Smith mitunter als Gitarrist aushalf. Auf der Deluxe Edition aus dem Jahre 2006 ist Robert Smith auch auf einigen weiteren Demo Tracks als Sänger zu hören.
Einige Instrumentalstücke aus dem Album Blue Sunshine wurden oft als Opener bei Cure-Konzerten während der Head-On-The-Door-Ära eingesetzt.

## Diskografie
- 1983: Blue Sunshine (Album, Neuauflage mit Bonus-CD 2006)
- 1983: Punish Me with Kisses (7" Single)
- 1983: Like an Animal (7", 12")